# FrieslandCampina Germany
Die FrieslandCampina Germany GmbH (ehemals Campina GmbH & Co. KG) ist ein großes milchverarbeitendes Unternehmen mit Sitz in Heilbronn. Ihr Mutterkonzern ist das Unternehmen Koninklijke FrieslandCampina, das am 31. Dezember 2008 durch die Fusion von Friesland Foods und Campina BV entstand und seinen Hauptsitz in Amersfoort in den Niederlanden hat. Der deutsche Zweig des Unternehmens ging 1996 aus der ehemaligen Südmilch AG hervor.

## Geschichte

### Ursprünge

#### Milchversorgung Stuttgart GmbH
Die Geschichte des Unternehmens beginnt im Jahre 1917 mit der Gründung der Milchversorgung Stuttgart GmbH durch die Stadt Stuttgart. Die Gesellschaft sollte die Milchversorgung für die Stadt Stuttgart sicherstellen.
Die Versorgung großer Städte mit frischer, unverdorbener Milch, war im 19. Jahrhundert und noch im beginnenden 20. Jahrhundert ein weitgehend ungelöstes Problem. Besondere Schwierigkeiten bereitete der Transport der Milch in die Großstädte. Die leicht verderbliche Milch musste mit Pferde- und Ochsenfuhrgespannen in Kannen und Bottichen auf oft langen Wegen vom Dorf in die Stadt transportiert werden. Vor allem im Sommerhalbjahr bestand die Gefahr, dass die Milch sauer und ungenießbar beim Kunden ankam. Viele Händler versuchten, das Sauerwerden und Gerinnen der Milch durch Zusatz von Natron, phosphorsaurem Kalk oder anderen Stoffen zu verhindern, in der Regel ohne Erfolg. War die Milch angesäuert, nahm man häufig Zucker, um den Geschmack zu verbessern. Ein ungelöstes Problem war auch die weitverbreitete Milchpanschei. Zunächst begegneten Ende des 19. Jahrhunderts private Unternehmer diesem Problem, indem sie die Milcherzeugung in die Stadt verlegten und dort Kuhställe unterhielten, von denen sie die Milch direkt an die städtische Bevölkerung auslieferten. Dies reichte jedoch nicht aus, den Bedarf in den Städten zu decken.
In Stuttgart nahm sich die Stadtverwaltung dieses Problems im Jahr 1917 an. Sie gründete die Milchversorgung Stuttgart GmbH und sorgte dafür, dass Milch, die in Stuttgart ankam, gereinigt und tiefgekühlt wurde. Damit wurde zunächst ein Privatunternehmen, die Neue Stuttgarter Milchzentrale in der Lindenspürstraße beauftragt. Erst im Jahre 1926 wurde diese Aufgabe von der Milchversorgung Stuttgart GmbH selbst übernommen.

#### Württembergische Milchversorgung AG
Am 13. August 1930 wurde die Württembergische Milchversorgung AG mit einem Kapital von 450.000 Reichsmark gegründet. An ihr war die Stadt Stuttgart, der Milchhandel und die Landwirtschaft zu je einem Drittel beteiligt. Die bisherige Firma Milchversorgung Stuttgart GmbH wurde liquidiert. Die Württembergische Milchversorgung AG gewann in den 1930er Jahren an großer Bedeutung, denn es gab zwischenzeitlich das Verbot einer direkten Abgabe von Milch durch die Bauern an die Verbraucher. Den Molkereien wurde jetzt die Versorgung der Bevölkerung mit Milch und Milcherzeugnissen auferlegt.

### Die Marke Südmilch

Südmilch AG Logo

Während des Zweiten Weltkrieges und den ersten Jahren der Nachkriegszeit war Milch eine Mangelware und musste mit Lebensmittelmarken bewirtschaftet werden. Erst im Jahre 1950 wurde wieder so viel Milch erzeugt, dass alle Wünsche der Verbraucher erfüllt werden konnten und in steigendem Maße Qualität gefragt wurde. Dies führte dazu, dass die Württembergische Milchverwertung AG sich im Jahre 1950 verpflichtete, die von 50 Molkereibetrieben gelieferten Erzeugnisse unter der Marke Südmilch zu vertreiben. Mit einer schlagkräftigen Marke sollten die Erträge für die Landwirte gesteigert werden. Auslieferungslager wurden ausgebaut und das Angebot an Milchprodukten um Kakaotrunk, Schlag- und Sauerrahm, Joghurt, Butter, Speisequark, Hart- und Weichkäse, sowie Milchpulver erweitert.
Die Württembergische Milchverwertung AG baute ihre Marktposition ständig aus, erhielt im Jahre 1954 den Namenszusatz „Südmilch“ und firmierte seitdem als Württembergische Milchverwertung Südmilch AG. Die größere Marktpräsenz führte zu der Notwendigkeit, Mitte der 1960er Jahre die Produktionsbetriebe in Stuttgart auszubauen.

### Intermilch
Am 21. Juni 1969 gründete die Württembergische Milchverwertung Südmilch AG zusammen mit vier weiteren Molkereien, der Landgold Milch GmH aus Künzelsau, Milchwerk Donau-Alb eG aus Riedlingen, Milchzentrale Nordbaden AG aus Mannheim und Moha und Zentra Vereinigte Milchwerke GmbH aus Hungen, die Intermilch, Interessengemeinschaft Milch. Dieser schlossen sich auch die Milchversorgung Heilbronn GmbH und das Dauermilchwerk Hohenlohe-Franken GmbH aus Künzelsau an. In den folgenden Jahren schlossen sich acht weitere Molkereien an.
Die Intermilch übernahm für alle Gesellschafter den Vertrieb von Frischprodukten, insbesondere auch der Trinkmilch. Die Intermilch gründete dafür eine eigene Absatzorganisation, die Frischdienst-Zentrale Süd GmbH und Co., die erfolgreich arbeitete und im Jahre 1992 einen Umsatz von 2,55 Milliarden DM erzielte. Intermilch hatte rund 1.400 Beschäftigte.

### Fusion zur Südmilch AG
Am 29. Juni 1972 fusionierte die Württembergische Milchverwertung Südmilch AG mit der Milchversorgung Heilbronn GmbH zur Südmilch AG.

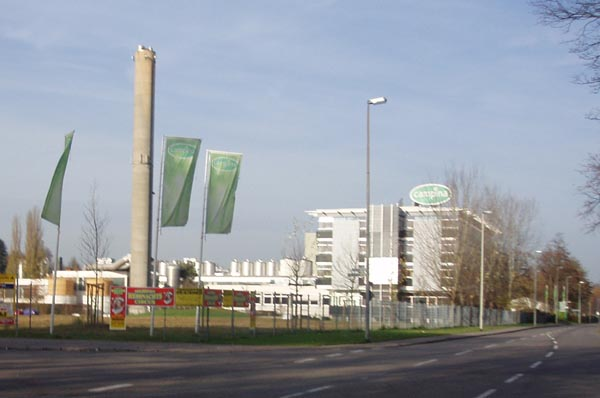
Campina-Unternehmenssitz in Heilbronn (2006)

Die Milchversorgung Heilbronn GmbH (MVH) wurde am 1. Juli 1924 in Heilbronn gegründet und ersetzte das seit 1914 bestehende städtische Milchamt. Gesellschafter der MVH waren zunächst die Stadt Heilbronn zu 60 % und die Ein- und Verkaufsgenossenschaft der Milchhändler zu 40 %. Am 21. Februar 1926 nahm die Milchversorgung den neu erbauten Heilbronner Milchhof in Betrieb. Bis 1933 entstanden Molkereibetriebe in Ilsfeld, Bretzfeld, Neuenstadt am Kocher und Mainhardt, die als Zweigbetriebe von der MVH übernommen wurden. 1933 kamen landwirtschaftliche Gesellschafter hinzu. Im Jahr 1968 wurde ein neues Milchwerk in Neckargartach errichtet, das damals zu den modernsten Anlagen dieser Art in Europa zählte. Nach Beginn des Betriebs in diesem Werk um die Jahreswende 1968/69 wurden der Heilbronner Milchhof, sämtliche bisherigen Zweigbetriebe und eine Zahl von Milchsammelstellen stillgelegt.
In Heilbronn wurden nach der Fusion in den Jahren 1973 bis 1975 ein Dessertwerk mit der Herstellung von Joghurt aufgebaut.
1988 erfolgte die Verschmelzung der Milchversorgung Pforzheim GmbH auf die Südmilch AG.

## Südmilch AG

Vorzugsaktie über 100 DM der Südmilch AG vom Juni 1972

### An der Börse
Aus dem ständigen Wachstum der Südmilch AG ergab sich ein entsprechender Kapitalbedarf, den die ihre bäuerlichen Gesellschafter nicht mehr aufbringen konnten. Der Vorstand beschloss deshalb im Juni 1987 eine Wandelanleihe in Höhe von 45 Millionen DM auszugeben, deren Inhaber berechtigt waren, diese in Vorzugsaktien umzuwandeln. Die seit Januar 1990 ausgegebenen Vorzugsaktien waren an der Börse Stuttgart und an der Börse Frankfurt amtlich notiert.
Von der Wandlung machten die meisten Inhaber der Anleihe Gebrauch, sodass der Umfang der Vorzugsaktien sich im Jahre 1993 auf 25,7 Millionen DM belief. Damit schaffte der Vorstand eine Konfliktlage zu den bäuerlichen Aktionären der Südmilch AG, die in erster Linie an einem hohen Milchpreis und nicht an der Dividende der AG interessiert waren. Die nicht bäuerlichen Vorzugsaktionäre dagegen wünschten eine hohe Dividende und ein niedriges Milchgeld.
Um dieses Spannungsfeld aufzulösen, beschloss der Vorstand der Südmilch AG im März 1991, die Südmilch-Landgold Holding AG in Künzelsau zu gründen. Diese Gesellschaft hatte zwei Aufgaben: Zum ersten sollten die Bauern ihre Milch nicht mehr an die Südmilch AG liefern, sondern an die Südmilch-Landgold-Holding AG. Zum zweiten sollten die Landwirte ihre Aktien an der Südmilch AG in Aktien der Südmilch-Landgold Holding AG tauschen. Diese Gesellschaft sollte die Interessen der Landwirte an der Südmilch AG allein vertreten. Damit sollte auch erreicht werden, dass in Hauptversammlungen der Südmilch AG die bäuerlichen Aktionäre und Börsianer nicht physisch aufeinandertreffen.

### Sponsoring des VfB Stuttgart
Von 1987 bis 1996 war die Südmilch AG offizieller Sponsor des VfB Stuttgart. Während dieser Zeit war auf den Spielertrikots vorne in der Mitte das Südmilch-Logo zu sehen. Neben dem VfB Stuttgart stand Mitte 1992 kurzzeitig auch ein Sponsoring des Hamburger SV unter dem Namen „Nordmilch AG“ im Raum, das aber nie umgesetzt wurde.

### Der finanzielle Niedergang
Zum finanziellen Niedergang der Südmilch AG führte nach der Wiedervereinigung Deutschlands ihr Engagement bei der Sachsenmilch AG. Südmilch folgte dem Aufruf des Landes Baden-Württemberg zur Zusammenarbeit mit dem Freistaat Sachsen. Nachdem die Kombinate in Sachsen aufgelöst wurden, sollte die Milchverarbeitung dort nach dem Vorbild der Organisation der Südmilch AG gestaltet werden. Die Südmilch AG ging deshalb nach der Wiedervereinigung bereits am 30. März 1990 eine Kooperation mit der Dresdner Milchversorgungs-Anstalt in Dresden-Plauen ein.
Nachdem das Kombinat aufgelöst worden war, beschloss der Vorstand, eine Sachsenmilch AG zu gründen, die Molkerei und Vertrieb übernahm. Auch die Sachsenmilch AG sollte wie die Südmilch AG teilweise über die Börse finanziert werden. Es wurde deshalb nur bis zu 49 Prozent des Kapitals an der Börse gebracht, 51 Prozent des Kapitals hielt eine milchwirtschaftliche Genossenschaft, an der die Landwirte in Sachsen mit 50,5 Prozent und die Südmilch AG mit 49,5 Prozent beteiligt ist. Das Unternehmen notierte als erstes in Ostdeutschland mit der ISIN DE000A0DRXC4 an der Deutschen Börse.

#### Molkereineubau in Leppersdorf in der Nähe von Dresden
Im April 1992 erfolgte durch die Sachsenmilch AG der erste Spatenstich und im August 1992 die Grundsteinlegung für einen der größten Molkerei-Neubauten in Deutschland durch die Sachsenmilch AG in Leppersdorf in der Nähe von Dresden. Das Milchwerk wurde mit einer Investitionssumme von rund 260 Millionen DM geplant. Die jährlich zu verarbeitenden Milchmenge wurde mit 550 Mio. kg Milch ausgewiesen.
Für das Projekt erhielt die Sachsenmilch öffentliche Fördermittel in Höhe von rund 100 Mio. DM. Im Verlauf der Realisierung des Projektes wurde deutlich, dass die geplanten Herstellungskosten weit überschritten wurden. Im Juli 1993 wurden die Kosten der Fertigstellung auf 350 Mio. DM geschätzt. Die Banken waren nicht mehr bereit, nachzufinanzieren. Die Sachsenmilch AG musste deshalb am 23. Juli 1993 Antrag auf Eröffnung des Gesamtvollstreckungsverfahrens, ein Konkursverfahren der ehemaligen DDR, stellen. Zum Sequester (Verwalter) wurde der Ulmer Rechtsanwalt Hans-Jörg Derra bestellt.
Derra verkaufte die Sachsenmilch AG an die Unternehmensgruppe Theo Müller, die unter den Markennamen Sachsenmilch und Käsemeister weiterhin produziert.

#### Die gerichtlichen Vergleichsverfahren der Südmilch-Unternehmen
Die Deutsche Bank, die den Börsengang der Sachsenmilch AG begleitete, hätte gerne deren Insolvenz vermieden. Die Südmilch AG hatte jedoch seit dem 1. September 1992 mit Frank A. Staudacher einen neuen Vorstandsvorsitzenden, der den langjährigen Vorstandsvorsitzenden Wolfgang Weber ablöste. Staudacher war der Auffassung, sich über ein Gesamtvollstreckungsverfahren der Sachsenmilch AG von den finanziellen Verpflichtungen, die die Südmilch AG in Sachsen eingegangen war, befreien zu können und verweigerte seine Hilfe für die Sachsenmilch AG.
Die Insolvenz der Sachsenmilch AG hatte zur Folge, dass auch die Südmilch AG zahlungsunfähig wurde. Deshalb stellte sowohl die Südmilch AG am 27. Juli 1993 als auch die Südmilch-Langold Holding GmbH einen Tag später beim Amtsgericht in Stuttgart Antrag auf Eröffnung eines gerichtlichen Vergleichsverfahrens zur Abwendung des Konkurses. Beide Gesellschaften wurden zahlungsunfähig, weil die bei der Sachsenmilch geschädigte Deutsche Bank AG und der Bauunternehmer Roland Ernst aus Heidelberg ihre Forderungen nunmehr auch bei der Südmilch AG geltend machten.
Für beide Verfahren hat das Amtsgericht Stuttgart den Stuttgarter Rechtsanwalt Volker Grub als Vergleichsverwalter bestellt. Er entwickelte mit einem Mitarbeiterteam aus dem Unternehmen ein Konzept, wie die Südmilch AG nach einer erfolgten Entschuldung durch einen Vergleich eigenständig weiterbestehen kann. Gleichzeitig führte der Vergleichsverwalter jedoch auch mit interessierten Großmolkereien aus Westeuropa Übernahmeverhandlungen.
Aus der Reihe der Interessenten stachen zwei hervor: Der französische Milchkonzern Boussois-Souchon-Neuvesel, der in Deutschland mit der Münchner Tochtergesellschaft Gervais Danone bekannt war, und die holländische Genossenschaft Campina, die zu den größten Molkereibetrieben in Europa mit einem Umsatz von 5 Mrd. DM gehörte. Ihre Angebote waren so gut, dass sich weitere Bemühungen, die Südmilch AG aus eigener Kraft zu sanieren, erübrigten. Insbesondere war es nicht möglich, aus dem Kreis der Aktionäre, Landwirte und der Politik Finanzmittel zu bekommen, die eine eigenständige Fortführung der Südmilch AG ermöglicht hätten.
Beide Interessenten wurden gebeten, auf Sitzungen der Aufsichtsräte und Gläubigerausschüsse der Südmilch AG und der Holding ihre Konzepte für die Fortführung der Südmilch AG und deren Finanzierung vorzustellen. Das überzeugendste Angebot unterbreitete die holländische Campina, weil sie sich mit einer Mehrheitsbeteiligung von 51 % der Aktien der Südmilch AG begnügte und mit ihrer bäuerlich geprägten Gesellschaftsform als Genossenschaft und mit dem Produktsegment am besten zur Südmilch passte. Campina war nicht nur bereit, mindestens 51 Prozent des Kapitals der Südmilch AG zu erwerben, sondern auch eine Kapitalerhöhung in Höhe von 120 Millionen DM zu garantieren, mit der dann auch eine Vergleichsquote an die Gläubiger der Südmilch AG und der Holding bezahlt werden konnte und die Südmilch AG damit über einen gerichtlichen Vergleich entschuldet werden konnte.

#### Übernahme durch Campina
Auf der Grundlage des Angebots von Campina unterbreitete die Südmilch AG und Holding ihren Gläubigern das Angebot, eine Vergleichsquote von 46 Prozent auf die vom Vergleich betroffenen Forderungen zu bezahlen. Zusätzlich wurde eine Besserungsklausel angeboten, falls gewisse Rückstellungen, die im Vergleichsstatus gebildet wurden, nicht in Anspruch genommen werden. In den Gläubigerversammlungen der Südmilch AG und Holding am 1. und 2. Dezember 1993 wurden die Vergleichsvorschläge mit einer Mehrheit von über 90 Prozent aller Gläubiger angenommen.
Damit war der Weg offen, dass Campina die Mehrheit an der Südmilch AG übernehmen konnte. Nach der Auflösung von Rückstellungen erhielten die Gläubiger der Südmilch AG auf ihre feste Vergleichsquote von 46 Prozent eine weitere Zahlung von 10 Prozent.

### Südmilch-Skandal
Es kam bei der Sachsenmilch zu einer Wirtschaftsaffäre, verursacht durch Wolfgang Weber und öffentlich bekannt als Südmilch-Skandal, welcher mit Freiheitsstrafen für einige beteiligte Manager endete.
Wolfgang Weber war von 1972 bis 1992 Vorstandsvorsitzender und danach bis Januar 1993 Aufsichtsratschef der Südmilch AG in Stuttgart. Die Südmilch AG war damals der größte deutsche Molkereikonzern. 1990 war unter Führung der Südmilch AG die Sachsenmilch AG gegründet worden, deren Leitungsfunktionen weitgehend mit Personen aus dem Südmilch-Vorstand besetzt wurden. Nach den Ermittlungen der Staatsanwaltschaft zeichneten sich bereits 1991 finanzielle Probleme bei der Umsetzung des Projekts ab. Weber betrog die Aktiengesellschaft um ca. 38 Millionen DM. Dieser Millionenbetrug gelang ihm über einen Manager (Mittäter) bei der Deutschen Bank, der dem damaligen Aufsichtsratsvorsitzenden der Südmilch AG, Friedrich Wilhelm Schnitzler, gefälschte Bankunterlagen (Bilanzen) vorlegte und weitere Beteiligte täuschte. Nach Aussage der Staatsanwaltschaft steht Weber im Verdacht, mit einem Know-how-Verkauf versucht zu haben, die Südmilch AG zu Lasten der ostdeutschen Sachsenmilch AG zu sanieren. In diesem Zusammenhang soll er mit dem von der Südmilch AG betreuten Börsengang der Sachsenmilch AG durch falsche Angaben die Aktienkäufer sowie die Emissionsbank geschädigt haben. Neben gemeinschaftlichen Betrug wirft ihm die Staatsanwaltschaft auch Untreue zum Nachteil der Sachsenmilch AG vor. Weber floh 1993 nach Paraguay, wo er mit diesem Geld Rinderzuchtfarmen gründete und McDonald’s mit Fleischprodukten belieferte. Noch 1992 brachte Wolfgang Weber Frank Staudacher von der Kraft Foods Group nach Stuttgart. Staudacher wurde durch den Aufsichtsrat zum Vorstandsvorsitzenden der Südmilch gewählt. So wurde von 1992 bis Januar 1993 Wolfgang Weber zum Aufsichtsratsvorsitzenden der Südmilch AG gewählt, da der bisherige Aufsichtsratsvorsitzende Friedrich Wilhelm Schnitzler, bedingt durch Tätigkeiten als Aufsichtsrats- und Vorstandsvorsitzender in weiteren Konzernen, nur noch als Aufsichtsrat bei der Südmilch AG tätig sein wollte. Frank Staudacher wurde jedoch, bedingt durch einen geheimen Zusatzvertrag mit einem anderen Unternehmen (Betrugsfall), durch den Aufsichtsrat der Südmilch AG sofort wieder entlassen. Danach im Januar 1993 wurde Friedrich Wilhelm Schnitzler vom Aufsichtsrat wieder zum Aufsichtsratsvorsitzenden und zum Vorstandsvorsitzenden der Südmilch AG an die Konzernspitze gewählt, wodurch Schnitzler die Ausnahme-Doppelfunktion des Aufsichtsratsvorsitzenden und des Vorstandsvorsitzenden, bedingt durch Freiheitsstrafen mehrerer Manager, innehatte. Mehrere Manager der Südmilch AG wurden zu mehrjährigen Haftstrafen verurteilt. Bei Weber wurde der Haftbefehl gegen eine Sicherheitsleistung von 100.000 Euro im Jahr 2003 außer Vollzug gesetzt. Friedrich Wilhelm Schnitzler wickelte Ende 1993 die Fusion mit der damaligen Campina BV, heute FrieslandCampina Germany, in Holland erfolgreich ab. Dadurch konnte die Südmilch als Marke innerhalb der FrieslandCampina Germany bis heute erhalten werden.

## Campina GmbH
Im Jahr 1996 entstand die Campina AG aus der ehemaligen Südmilch AG. Nach Fusionen mit anderen deutschen Campina-Melkunie-Tochterunternehmen wurde das Unternehmen 1999 in die Campina GmbH, 2002 in die Campina GmbH & Co. KG umgewandelt. Ab 1997 wurden die Milchversorgung Rheinland und die Milchwerke Köln-Wuppertal (mit Betrieben in Köln, Wuppertal, Essen, Iserlohn und Lindlar-Hommerich) integriert. Außerdem wurden Emzett, Kutel und Molkerei Strothmann übernommen. Seit September 2007 nannte sich das Unternehmen Campina GmbH, 2009 wurde es wegen der Fusion des Mutterkonzerns in FrieslandCampina Germany GmbH umbenannt. Im März 2015 verfügte das Unternehmen über Produktionsstätten in Heilbronn, Köln, Gütersloh und Schefflenz. Im Mai 2018 teilte der Konzern mit, ab dem vierten Quartal 2018 wesentliche Teile der Verwaltung, insbesondere das Marketing und den Vertrieb, von Heilbronn nach Düsseldorf zu verlagern.
Die Unternehmensgruppe Theo Müller (UTM) hat den Betrieb in Köln zum 1. April 2022 von FrieslandCampina übernommen, zusammen mit den Betrieben in Heilbronn und Schefflenz und den Markenrechten für „Landliebe“, „Tuffi“ und weitere Marken. Nach intensiver Prüfung durch das Bundeskartellamt und aufgrund dessen wettbewerblicher Bedenken in Teilbereichen, entschloss sich die Unternehmensgruppe Theo Müller zur Veräußerung des gesamten Geschäftsbereichs „Tuffi“ an eine unabhängige dritte Molkerei, die Hochwald Foods GmbH. Da der Kölner Molkerei-Standort ohne die Marke „Tuffi“ nach Angaben der Unternehmensgruppe Theo Müller nicht wirtschaftlich sei, wurde dieser Ende Oktober 2023 geschlossen.
Das Unternehmen in Zahlen
Campina hatte 2004 in Deutschland ca. 2200 Mitarbeiter. Der jährliche Milchverbrauch betrug etwa 1,4 Milliarden Liter. 2005 wurde ein Umsatz in Deutschland in Höhe von 846 Mio. Euro erzielt.

## Kritik
Der Konzern wurde 2005 von Umweltschutzorganisationen heftig dafür kritisiert, dass Bauern, die das Unternehmen mit Milch beliefern, auch genmanipulierten Mais anbauen. Greenpeace forderte, das Unternehmen solle sicherstellen, dass die Milchkühe dieser Bauern nicht mit genverändertem Mais gefüttert werden. Mehrere vergleichbare Molkereien setzten bereits auf zertifiziertes Futter. Thilo Bode, Chef von Foodwatch, erneuerte diese Kritik im Oktober 2007. Seit Oktober 2008 verzichtet Campina bei Frisch- und H-Milch der Marke Landliebe auf genmanipulierte Futtermittel und wirbt damit auch auf der Verpackung. Ab April 2009 sollten auch Joghurt und Desserts „ohne Gentechnik“ angeboten werden; inzwischen tragen mehrere Produkte der Marke die „Ohne Gentechnik“-Kennzeichnung.
Kritik wurde auch an der Regionalmarke Mark Brandenburg geübt. Die unter dieser Marke für die östlichen Bundesländer vertriebene Milch stammte ausschließlich aus Nordrhein-Westfalen, Hessen und Rheinland-Pfalz. Im September 2013 verkaufte FrieslandCampina die Marke (zusammen mit der Joghurtmarke Milchreiter) an die hessische Odenwald-Früchte GmbH.

## Auswahl der Marken
- Alpa (als MBP Milchprodukte GmbH)
- Axel Frischmilch
- Ayyo (Ayran)
- Chocomel

Fruttis-Logo

- Desira (als MBP Milchprodukte GmbH)
- Fruttis
- Landliebe GmbH
- Milbona (als MBP Milchprodukte GmbH)
- Milfina
- Milsani (als MBP Milchprodukte GmbH)
- Optiwell
- Puddis
- Südmilch
- Tuffi
- Ursi (als MBP Milchprodukte GmbH)
- Valess